# Someren

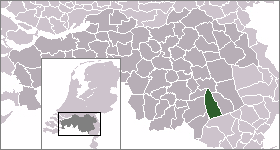
Lägeskarta

Someren är en kommun i provinsen Noord-Brabant i Nederländerna. Kommunens totala area är 81,43 km² (där 1,37 km² är vatten) och invånarantalet är 18 578 invånare (1 februari 2012).